# Looney Tunes: Acme Arsenal
Looney Tunes: Acme Arsenal è un videogioco di tipo avventura dinamica in terza persona per Xbox 360, Wii e PlayStation 2, pubblicato nel 2007 e basato sulla serie animata Looney Tunes.

## Trama
Il Dottor Frankenbeans (conosciuto anche come Dr. Moron) ha fabbricato dei robot con dei grandi poteri, ed è pronto a tutto pur di eliminare i Looney Tunes. Questi dovranno difendersi utilizzando una vasta gamma di armi e veicoli prodotti dalla ACME.

## Modalità di gioco
Oltre alla modalità Storia (giocabile anche in cooperativa) è presente una modalità multigiocatore competitiva chiamata Battaglia, la quale comprende quattro mappe disponibili (Piramide Melmosa, Castello, Camelot e Il mondo di Taz), e nella quale si può scegliere tra una stipulazione a punteggio (da 1, 2, 5, 10, 15 o 20 punti) o a tempo (da 1, 2, 5, 10, 15 o 20 minuti).

## Personaggi

### Giocabili
- Bugs Bunny
- Marvin il Marziano
- Daffy Duck
- Taz
- Foghorn Leghorn
- Gossamer
- Hyde Bugs
- Wile E. Coyote (nel livello extra in esclusiva per la versione PlayStation 2, non giocabile nella modalità battaglia)

### Costumi
Possono essere sbloccati nei livelli raccogliendo monete e poi si possono acquistare in scatole.
- Super-Rabbit
- Baseball Bugs
- Duck Dodgers
- Super Taz
- Super Marvin
- Super Charlie
- Lola Bunny

### Non giocabili
- Gatto Silvestro
- Beep Beep
- Porky Pig
- Yosemite Sam
- Titti

### Doppiaggio italiano
- Bugs Bunny: Davide Garbolino
- Duffy Duck: Luca Sandri
- Foghorn/Yosemite Sam: Riccardo Lombardo
- Marvin: Diego Sabre
- Taz: Originale
- Bip Bip: Frank Welker
- Silvestro: Giorgio Bonino
- Porky Pig: Stefano Brusa
- Dr. Frankenbeans: Oliviero Corbetta